# Retroexcavadora

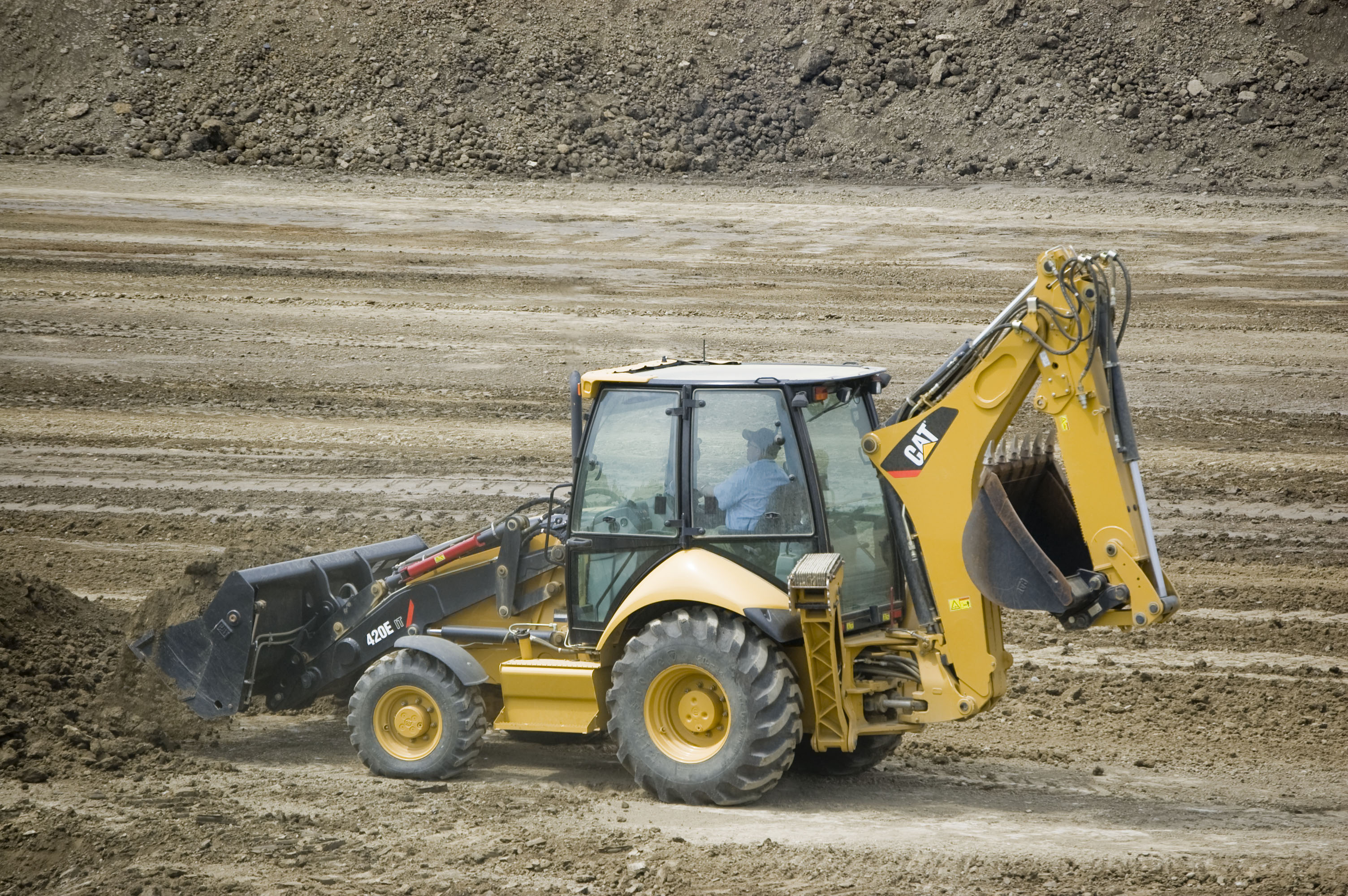
Una retroexcavodora 420E IT en Estados Unidos

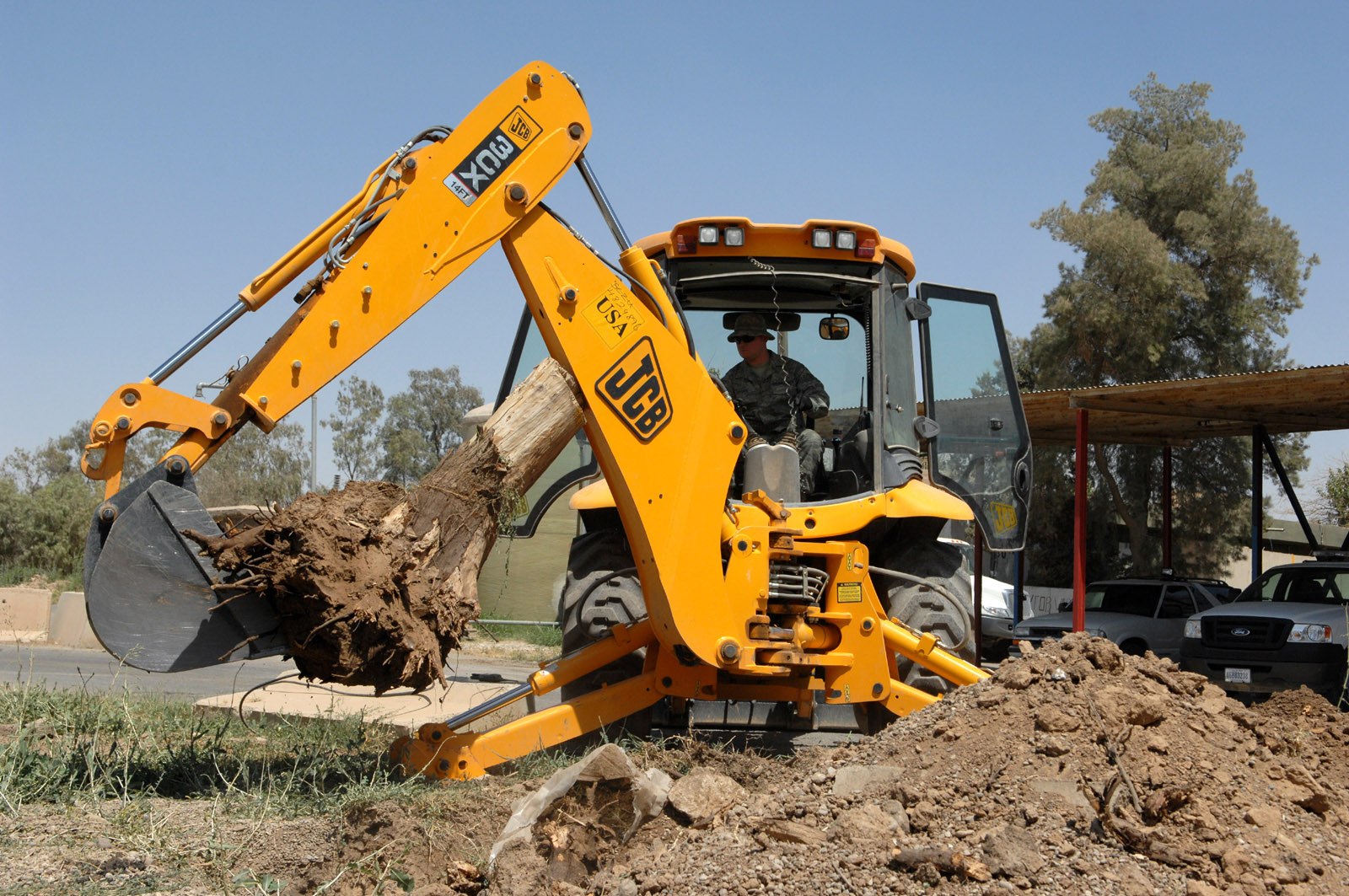
Vista trasera de un JCB 3CX mostrando una retroexcavadora, siendo empleada para remover un tocón. Los estabilizadores horizontales están desplegados para prevenir que el equipo vuelque cuando el brazo ha sido extendido.

La retroexcavadora, retrocargadora, gallinita (Bolivia), excavadora mixta, cargadora mixta o pala mixta es una máquina de construcción utilizada para realizar trabajos de excavación.  Es una variante de la excavadora y no debe ser confundida con ella.
Se diferencia de la excavadora en que dispone de una pala adicional en la parte frontal, además del cazo o cuchara para excavar en el extremo de un brazo articulado montado en su parte trasera.
La retroexcavadora se utiliza habitualmente en obras para el movimiento de tierras, para realizar rampas en solares o para abrir zanjas destinadas al paso de tuberías, cables, drenajes, etcétera, así como también para preparar el terreno o firme donde se asientan los cimientos de los edificios.
El chasis puede estar montado sobre cadenas o bien sobre neumáticos. En este último caso están provistas de gatos hidráulicos para fijar la máquina al suelo.
La retroexcavadora, a diferencia de la excavadora frontal, incide sobre el terreno, excavando de arriba hacia abajo, y del frente hacia la propia máquina; de ahí su nombre. Es utilizada para trabajar el movimiento de tierras a nivel inferior al plano de apoyo, o un poco superior a este.
La persona que maneja la retroexcavadora debe tener un entrenamiento previo para poder operar esta máquina de manera adecuada.

## Desvanecimiento de la retroexcavadora
El término "retroexcavadora" o "JCB fade" es una expresión acuñada en el campo de las telecomunicaciones para referirse al daño accidental o corte completo de un cable de comunicaciones por una retroexcavadora o una actividad de construcción similar.
El término hace referencia a otros tipos de pérdida de señal, especialmente en redes inalámbricas. 
La mayoría de ellas provocan una reducción de la señal, como el desvanecimiento por lluvia. Un cable sometido a "desvanecimiento por retroexcavadora" es, en cambio, una pérdida de señal repentina e inicialmente inexplicable que se experimenta cuando un cable es desenterrado y dañado o cortado accidentalmente.

## Historia y origen
La retroexcavadora fue desarrollada a mediados del siglo XX como una evolución de la excavadora convencional, incorporando una pala cargadora en la parte frontal y un brazo excavador en la parte trasera. Esta combinación permitía a una sola máquina realizar tareas de carga, excavación y movimiento de tierras, aumentando la eficiencia en las obras. 
El primer diseño comercialmente exitoso se atribuye a la empresa británica JCB, que en 1953 presentó un modelo de cargadora con retroexcavadora integrada. Posteriormente, otros fabricantes como Case, Caterpillar y John Deere comenzaron a producir sus propias versiones, adaptadas a diferentes necesidades y terrenos.
A lo largo de las décadas, la retroexcavadora ha incorporado avances como sistemas hidráulicos más potentes, controles ergonómicos, cabinas cerradas con climatización y accesorios intercambiables, consolidándose como una de las máquinas más versátiles en la construcción.